# 1000 km Zeltwega
1000 km Zeltwega (tudi 500 km Zeltwega) je bila vzdržljivostna avtomobilistična dirka, ki je s presledki potekala med letoma 1966 in 2001 na treh avstrijskih dirkališčih in je bila večkrat del Svetovnega prvenstva športnih dirkalnikov.

## Zmagovalci
| Leto             | Dirkač(a)                        | Moštvo                     | Dirkalnik                 | Čas              |
| Zeltweg Airfield | Zeltweg Airfield                 | Zeltweg Airfield           | Zeltweg Airfield          | Zeltweg Airfield |
| ---------------- | -------------------------------- | -------------------------- | ------------------------- | ---------------- |
| 1966             | Gerhard Mitter Hans Herrmann     | Porsche System             | Porsche 906               | 3:07:52:550      |
| 1967             | Paul Hawkins                     | Paul Hawkins               | Ford GT40 Mk.II           | 3:15:54.530      |
| 1968             | Jo Siffert                       | Porsche System Engineering | Porsche 908               | 2:55:17.790      |
| Österreichring   |                                  |                            |                           |                  |
| 1969             | Jo Siffert Kurt Ahrens Jr.       | Freiherr von Wendt         | Porsche 917               | 5:23:36.980      |
| 1970             | Jo Siffert Brian Redman          | J.W. Automotive            | Porsche 917K              | 5:08:04:670      |
| 1971             | Pedro Rodríguez Richard Attwood  | J.W. Automotive            | Porsche 917K              | 5:04:26.100      |
| 1972             | Jacky Ickx Brian Redman          | SpA Ferrari SEFAC          | Ferrari 312PB             | 4:58:46.280      |
| 1973             | Henri Pescarolo Gérard Larrousse | Equipe Matra-Simca         | Matra-Simca MS670B        | 4:48:57.800      |
| 1974             | Henri Pescarolo Gérard Larrousse | Equipe Gitanes             | Matra-Simca MS670C        | 4:51:20.270      |
| 1975             | Henri Pescarolo Derek Bell       | Willi Kauhsen Racing Team  | Alfa Romeo T33/TT/12      | 3:34:50.550†     |
| 1976             | Dieter Quester Gunnar Nilsson    | Schnitzer BMW              | BMW 3.0 CSL               | 6:00:16.400      |
| A1-Ring          |                                  |                            |                           |                  |
| 1997             | Klaus Ludwig Bernd Mayländer     | AMG-Mercedes               | Mercedes-Benz CLK GTR     | 4:00:55.816      |
| 1998             | Klaus Ludwig Ricardo Zonta       | AMG-Mercedes               | Mercedes-Benz CLK LM      | 2:47:34.975      |
| 2000             | Mike Hezemans Tom Coronel        | Carsport Holland           | Chrysler Viper GTS-R      | 3:00:01.811      |
| 2001             | Peter Kox Rickard Rydell         | Prodrive Allstars          | Ferrari 550-GTS Maranello | 3:00:09.952      |

- † - Dirka je bila z 1000 km skrajšana na 600 km zaradi močnega dežja.